# Lost in America
Lost in America is het vierde studioalbum van de onregelmatig bestaande muziekgroep Pavlov's Dog. Het album is opgenomen in thuishaven St. Louis (Missouri), maar verdere gegevens zijn moeilijk te achterhalen. Het album is in de Verenigde Staten wel gesignaleerd als uitgave van Telectro Records, een plaatselijk platenlabel. Later verscheen een versie bij TRC uit Duitsland, maar dat is zeer waarschijnlijk een bootleg. De geluidskwaliteit is net als het vorig album matig.

## Musici
- David Surkamp – zang
- Doug Raybourn – toetsinstrumenten
- Michele Isam – zang, saxofoons
- Robert Lloyd – basgitaar
- Frank Kriege - drums

Met
- Steve Scorfina – gitaar
- Kirk Sarkisian - basgitaar

## Muziek
| Nr. | Titel                  | Duur |
| --- | ---------------------- | ---- |
| 1.  | Lost in America        |      |
| 2.  | A hardly innocent mind |      |
| 3.  | Don’t rain on me       |      |
| 4.  | Not by my side         |      |
| 5.  | Pantomime              |      |
| 6.  | Breaking ice           |      |
| 7.  | You and I              |      |
| 8.  | All night              |      |
| 9.  | As lovers do           |      |
| 10. | Brown eyes             |      |